# Torneo Clausura 2016 Fútbol Femenino (Chile)
El Campeonato Nacional Femenino de Clausura de Primera División de Fútbol Femenino 2016 fue el decimotercer torneo de la Primera División de fútbol femenino de Chile, comenzó el día 9 de julio. La organización está a cargo de la ANFP.

## Sistema de Campeonato
El sistema se llevará a cabo de la siguiente manera:
- Fase Grupal: Se jugará la primera fase del torneo, con los 21 participantes divididos en 2 grupos, llamados "Centro" y "Sur". Se jugaran dos ruedas en cada zona, con 22 fechas en la Zona Centro y 18 en la Zona Sur. Los 4 primeros clubes de cada grupo accederán a los cuartos de final de Play-offs.

- Play-offs: Las llaves de playoff estarán compuestas de la siguiente manera: Primero Centro vs Cuarto Sur; Primero Sur vs Cuarto Centro; Segundo Centro vs Tercero Sur y Segundo Sur vs Tercero Centro.

El campeón de este torneo deberá enfrentar la Copa de Campeones, en un partido de definición en una cancha neutral, con el ganador del torneo de Apertura que recién pasó. Este encuentro servirá para determinar qué equipo femenino participará en la Copa Libertadores de América Femenina del año 2017. En el caso de que el campeón del Apertura y Clausura sea el mismo equipo, no se realizará este encuentro, clasificando automáticamente a dicho torneo internacional.
En esta temporada se reincorpora Audax Italiano a la Zona Centro y Magallanes no participó, por lo que su lugar fue ocupado por Deportes Ñielol.

## Clasificación por zona

### Zona Norte
| Pos. | Equipo               | Pts. | PJ | G  | E | P  | GF  | GC  | Dif. |  |
| ---- | -------------------- | ---- | -- | -- | - | -- | --- | --- | ---- |  |
| 1    | Colo-Colo            | 60   | 20 | 20 | 0 | 0  | 163 | 10  | +153 |  |
| 2    | Palestino            | 48   | 20 | 15 | 3 | 2  | 86  | 41  | +45  |  |
| 3    | Universidad de Chile | 42   | 20 | 13 | 3 | 4  | 83  | 40  | +43  |  |
| 4    | Santiago Morning     | 39   | 20 | 13 | 0 | 7  | 132 | 97  | +35  |  |
| 5    | Santiago Wanderers   | 32   | 20 | 10 | 2 | 8  | 76  | 47  | +29  |  |
| 6    | Audax Italiano       | 32   | 20 | 10 | 2 | 8  | 36  | 48  | −12  |  |
| 7    | Universidad Católica | 27   | 20 | 8  | 3 | 9  | 57  | 53  | +4   |  |
| 8    | Boston College       | 18   | 20 | 5  | 3 | 12 | 52  | 61  | −9   |  |
| 9    | Everton              | 15   | 20 | 5  | 0 | 15 | 29  | 96  | −67  |  |
| 10   | Deportes La Serena   | 9    | 20 | 3  | 0 | 17 | 38  | 89  | −51  |  |
| 11   | Unión La Calera      | 0    | 20 | 0  | 0 | 20 | 11  | 239 | −228 |  |

Actualizado a los partidos jugados el 9 de diciembre de 2016.
 Fuente: ANFP
     Acceden a Play-Off

### Zona Sur
| POS. | EQUIPO                    | PTS | PJ | PG | PE | PP | GF | GC | DG |
| ---- | ------------------------- | --- | -- | -- | -- | -- | -- | -- | -- |
| 1    | Cobresal                  |     | 18 |    |    |    |    |    |    |
| 2    | Curicó Unido              |     | 18 |    |    |    |    |    |    |
| 3    | Deportes Puerto Montt     |     | 18 |    |    |    |    |    |    |
| 4    | Deportes Temuco           |     | 18 |    |    |    |    |    |    |
| 5    | Magallanes                |     | 18 |    |    |    |    |    |    |
| 6    | Naval de Talcahuano       |     | 18 |    |    |    |    |    |    |
| 7    | Puerto Varas              |     | 18 |    |    |    |    |    |    |
| 8    | Rangers                   |     | 18 |    |    |    |    |    |    |
| 9    | Universidad Austral       |     | 18 |    |    |    |    |    |    |
| 10   | Universidad de Concepción |     | 18 |    |    |    |    |    |    |

POS. = Posición; PTS = Puntos; PJ = Partidos Jugados; PG = Partidos Ganados; PE = Partidos Empatados; 
 PP = Partidos Perdidos; GF = Goles a favor; GC = Goles en contra; DG = Diferencia de goles
|  | Clasifican a playoffs |

## Resultados
Debido a que la Zona Centro tiene un equipo más que la Zona Sur (Audax Italiano), esta comenzará dos semanas antes, con la finalidad de que ambas zonas finalicen en la misma fecha antes de postemporada.

### Zona Centro

#### Primera rueda
| Fecha 1               | Fecha 1   | Fecha 1              | Fecha 1                  | Fecha 1     | Fecha 1 |
| Local                 | Resultado | Visita               | Estadio                  | Fecha       | Hora    |
| --------------------- | --------- | -------------------- | ------------------------ | ----------- | ------- |
| Universidad de Chile  | 3 - 0     | Deportes La Serena   | Centro Deportivo Azul    | 9 de julio  | 11:30   |
| Santiago Wanderers    | 4 - 0     | Universidad Católica | Complejo Mantagua        | 9 de julio  | 13:00   |
| Colo-Colo             | 22 - 0    | Unión La Calera      | Monumental (cancha 2)    | 9 de julio  | 16:00   |
| Everton               | 2 - 6     | Palestino            | Centro Deportivo Everton | 9 de julio  | 16:00   |
| Boston College        | 1 - 4     | Santiago Morning     | Complejo Good Year       | 10 de julio | 13:00   |
| Libre: Audax Italiano |           |                      |                          |             |         |

| Fecha 2              | Fecha 2   | Fecha 2              | Fecha 2                            | Fecha 2     | Fecha 2 |
| Local                | Resultado | Visita               | Estadio                            | Fecha       | Hora    |
| -------------------- | --------- | -------------------- | ---------------------------------- | ----------- | ------- |
| Deportes La Serena   | 0 - 5     | Colo-Colo            | Complejo Los Llanos                | 16 de julio | 11:30   |
| Universidad Católica | 3 - 3     | Boston College       | San Carlos de Apoquindo (cancha 3) | 16 de julio | 13:00   |
| Unión La Calera      | 0 - 9     | Santiago Wanderers   | Cancha El Blanquillo               | 16 de julio | 13:00   |
| Audax Italiano       | 0 - 6     | Universidad de Chile | Bicentenario de La Florida         | 16 de julio | 17:00   |
| Santiago Morning     | 8 - 2     | Everton              | Municipal de Peñalolén             | 17 de julio | 16:00   |
| Libre: Palestino     |           |                      |                                    |             |         |

| Fecha 3                     | Fecha 3   | Fecha 3              | Fecha 3                  | Fecha 3     | Fecha 3 |
| Local                       | Resultado | Visita               | Estadio                  | Fecha       | Hora    |
| --------------------------- | --------- | -------------------- | ------------------------ | ----------- | ------- |
| Palestino                   | 6 - 4     | Santiago Morning     | Los Nogales              | 23 de julio | 12:00   |
| Santiago Wanderers          | 7 - 1     | Deportes La Serena   | Complejo Mantagua        | 23 de julio | 13:00   |
| Boston College              | 10 - 0    | Unión La Calera      | Complejo Good Year       | 24 de julio | 13:00   |
| Colo-Colo                   | 4 - 0     | Audax Italiano       | Monumental (cancha 2)    | 24 de julio | 13:30   |
| Everton                     | 0 - 5     | Universidad Católica | Centro Deportivo Everton | 24 de julio | 16:00   |
| Libre: Universidad de Chile |           |                      |                          |             |         |

| Fecha 4                | Fecha 4   | Fecha 4              | Fecha 4                    | Fecha 4     | Fecha 4 |
| Local                  | Resultado | Visita               | Estadio                    | Fecha       | Hora    |
| ---------------------- | --------- | -------------------- | -------------------------- | ----------- | ------- |
| Deportes La Serena     | 1 - 3     | Universidad Católica | Complejo Los Llanos        | 30 de julio | 11:30   |
| Santiago Wanderers     | 4 - 1     | Boston College       | Complejo Mantagua          | 30 de julio | 13:00   |
| Universidad de Chile   | 0 - 1     | Palestino            | Centro Deportivo Azul      | 30 de julio | 15:00   |
| Colo-Colo              | 7 - 2     | Everton              | Monumental (cancha 2)      | 30 de julio | 16:00   |
| Audax Italiano         | 1 - 4     | Santiago Morning     | Bicentenario de La Florida | 31 de julio | 12:00   |
| Libre: Unión La Calera |           |                      |                            |             |         |

| Fecha 5            | Fecha 5   | Fecha 5              | Fecha 5                  | Fecha 5     | Fecha 5 |
| Local              | Resultado | Visita               | Estadio                  | Fecha       | Hora    |
| ------------------ | --------- | -------------------- | ------------------------ | ----------- | ------- |
| Palestino          | 15 - 1    | Unión La Calera      | Los Nogales              | 7 de agosto | 12:00   |
| Santiago Wanderers | 3 - 3     | Universidad de Chile | Complejo Mantagua        | 7 de agosto | 13:00   |
| Boston College     | 0 - 1     | Audax Italiano       | Complejo Good Year       | 7 de agosto | 15:30   |
| Everton            | 1 - 0     | Deportes La Serena   | Centro Deportivo Everton | 7 de agosto | 15:30   |
| Santiago Morning   | 5 - 1     | Universidad Católica | Municipal de Peñalolén   | 7 de agosto | 16:00   |
| Libre: Colo-Colo   |           |                      |                          |             |         |

| Fecha 6                     | Fecha 6   | Fecha 6            | Fecha 6                    | Fecha 6      | Fecha 6 |
| Local                       | Resultado | Visita             | Estadio                    | Fecha        | Hora    |
| --------------------------- | --------- | ------------------ | -------------------------- | ------------ | ------- |
| Deportes La Serena          | 3 - 6     | Palestino          | Complejo Los Llanos        | 13 de agosto | 11:30   |
| Universidad de Chile        | 4 - 1     | Boston College     | Centro Deportivo Azul      | 13 de agosto | 15:00   |
| Unión La Calera             | 1 - 22    | Santiago Morning   | Cancha La Hacienda         | 13 de agosto | 17:00   |
| Audax Italiano              | 2 - 1     | Everton            | Bicentenario de La Florida | 14 de agosto | 13:00   |
| Colo-Colo                   | 3 - 0     | Santiago Wanderers | Monumental (cancha 2)      | 14 de agosto | 14:00   |
| Libre: Universidad Católica |           |                    |                            |              |         |

| Fecha 7                   | Fecha 7   | Fecha 7              | Fecha 7                            | Fecha 7      | Fecha 7 |
| Local                     | Resultado | Visita               | Estadio                            | Fecha        | Hora    |
| ------------------------- | --------- | -------------------- | ---------------------------------- | ------------ | ------- |
| Santiago Morning          | 14 - 1    | Deportes La Serena   | Municipal de Peñalolén             | 20 de agosto | 16.00   |
| Universidad Católica      | 13 - 1    | Unión La Calera      | San Carlos de Apoquindo (cancha 2) | 20 de agosto | 16:30   |
| Boston College            | 0 - 5     | Colo-Colo            | Complejo Good Year                 | 21 de agosto | 15:30   |
| Everton                   | 2 - 5     | Universidad de Chile | Centro Deportivo Everton           | 21 de agosto | 15:30   |
| Palestino                 | 1 - 1     | Audax Italiano       | Los Nogales                        | 21 de agosto | 19:00   |
| Libre: Santiago Wanderers |           |                      |                                    |              |         |

| Fecha 8                 | Fecha 8   | Fecha 8            | Fecha 8                            | Fecha 8         | Fecha 8 |
| Local                   | Resultado | Visita             | Estadio                            | Fecha           | Hora    |
| ----------------------- | --------- | ------------------ | ---------------------------------- | --------------- | ------- |
| Universidad Católica    | 0 - 7     | Palestino          | San Carlos de Apoquindo (cancha 2) | 27 de agosto    | 17:30   |
| Deportes La Serena      | 1 - 5     | Boston College     | Complejo Los Llanos                | 28 de agosto    | 11:30   |
| Audax Italiano          | 3 - 2     | Santiago Wanderers | Bicentenario de La Florida         | 28 de agosto    | 13:00   |
| Unión La Calera         | 1 - 10    | Everton            | Cancha El Blanquillo               | 28 de agosto    | 14:00   |
| Universidad de Chile    | 2 - 4     | Colo-Colo          | Centro Deportivo Azul              | 7 de septiembre | 14:00   |
| Libre: Santiago Morning |           |                    |                                    |                 |         |

| Fecha 9               | Fecha 9   | Fecha 9              | Fecha 9                            | Fecha 9          | Fecha 9 |
| Local                 | Resultado | Visita               | Estadio                            | Fecha            | Hora    |
| --------------------- | --------- | -------------------- | ---------------------------------- | ---------------- | ------- |
| Santiago Morning      | 3 - 4     | Universidad de Chile | Municipal de Peñalolén             | 3 de septiembre  | 15:45   |
| Universidad Católica  | 0 - 1     | Audax Italiano       | San Carlos de Apoquindo (cancha 2) | 3 de septiembre  | 17:30   |
| Unión La Calera       | 0 - 14    | Deportes La Serena   | Cancha La Hacienda                 | 4 de septiembre  | 14:00   |
| Everton               | 0 - 4     | Santiago Wanderers   | Centro Deportivo Everton           | 4 de septiembre  | 16:30   |
| Palestino             | 1 - 6     | Colo-Colo            | Los Nogales                        | 15 de septiembre | 17:00   |
| Libre: Boston College |           |                      |                                    |                  |         |

| Fecha 10                  | Fecha 10  | Fecha 10             | Fecha 10              | Fecha 10         | Fecha 10 |
| Local                     | Resultado | Visita               | Estadio               | Fecha            | Hora     |
| ------------------------- | --------- | -------------------- | --------------------- | ---------------- | -------- |
| Universidad de Chile      | 1 - 2     | Universidad Católica | Centro Deportivo Azul | 11 de septiembre | 12:00    |
| Audax Italiano            | 6 - 2     | Unión La Calera      | Ciudad de Campeones   | 11 de septiembre | 13:00    |
| Santiago Wanderers        | 3 - 3     | Palestino            | Cancha UVM            | 11 de septiembre | 13:00    |
| Colo-Colo                 | 3 - 1     | Santiago Morning     | Monumental (cancha 2) | 11 de septiembre | 13:30    |
| Boston College            | 0 - 3     | Everton              | Complejo Good Year    | 11 de septiembre | 15:00    |
| Libre: Deportes La Serena |           |                      |                       |                  |          |

| Fecha 11             | Fecha 11  | Fecha 11             | Fecha 11                           | Fecha 11         | Fecha 11 |
| Local                | Resultado | Visita               | Estadio                            | Fecha            | Hora     |
| -------------------- | --------- | -------------------- | ---------------------------------- | ---------------- | -------- |
| Universidad Católica | 1 - 6     | Colo-Colo            | San Carlos de Apoquindo (cancha 3) | 25 de septiembre | 11:00    |
| Deportes La Serena   | 2 - 3     | Audax Italiano       | Complejo Los Llanos                | 25 de septiembre | 11:00    |
| Unión La Calera      | 1 - 6     | Universidad de Chile | Cancha La Hacienda                 | 25 de septiembre | 14:00    |
| Santiago Morning     | 5 - 0     | Santiago Wanderers   | Municipal de Peñalolén             | 25 de septiembre | 15:30    |
| Palestino            | 4 - 3     | Boston College       | Los Nogales                        | 25 de septiembre | 19:00    |
| Libre: Everton       |           |                      |                                    |                  |          |

#### Segunda rueda
| Fecha 12              | Fecha 12  | Fecha 12             | Fecha 12                           | Fecha 12     | Fecha 12 |
| Local                 | Resultado | Visita               | Estadio                            | Fecha        | Hora     |
| --------------------- | --------- | -------------------- | ---------------------------------- | ------------ | -------- |
| Palestino             | 6 - 0     | Everton              | Los Nogales                        | 1 de octubre | 13:00    |
| Universidad Católica  | 4 - 1     | Santiago Wanderers   | San Carlos de Apoquindo (cancha 2) | 1 de octubre | 17:30    |
| Deportes La Serena    | 1 - 4     | Universidad de Chile | Complejo Los Llanos                | 2 de octubre | 11:00    |
| Unión La Calera       | 0 - 37    | Colo-Colo            | Cancha La Hacienda                 | 2 de octubre | 14:00    |
| Santiago Morning      | 5 - 1     | Boston College       | Municipal de Peñalolén             | 2 de octubre | 16:00    |
| Libre: Audax Italiano |           |                      |                                    |              |          |

| Fecha 13             | Fecha 13  | Fecha 13             | Fecha 13              | Fecha 13      | Fecha 13 |
| Local                | Resultado | Visita               | Estadio               | Fecha         | Hora     |
| -------------------- | --------- | -------------------- | --------------------- | ------------- | -------- |
| Boston College       | 2 - 2     | Universidad Católica | Complejo Good Year    | 9 de octubre  | 13:00    |
| Santiago Wanderers   | 15 - 0    | Unión La Calera      | Complejo Mantagua     | 9 de octubre  | 13:00    |
| Colo-Colo            | 11 - 0    | Deportes La Serena   | Monumental (cancha 2) | 9 de octubre  | 13:30    |
| Everton              | 0 - 11    | Santiago Morning     | Cancha UVM            | 10 de octubre | 13:00    |
| Universidad de Chile | 6 - 2     | Audax Italiano       | Centro Deportivo Azul | 12 de octubre | 18:30    |
| Libre: Palestino     |           |                      |                       |               |          |

| Fecha 14                    | Fecha 14  | Fecha 14           | Fecha 14                           | Fecha 14      | Fecha 14 |
| Local                       | Resultado | Visita             | Estadio                            | Fecha         | Hora     |
| --------------------------- | --------- | ------------------ | ---------------------------------- | ------------- | -------- |
| Universidad Católica        | 5 - 0     | Everton            | San Carlos de Apoquindo (cancha 2) | 15 de octubre | 15:30    |
| Audax Italiano              | 0 - 9     | Colo-Colo          | Ciudad de Campeones                | 15 de octubre | 18:00    |
| Deportes La Serena          | 0 - 4     | Santiago Wanderers | Complejo Los Llanos                | 16 de octubre | 11:00    |
| Unión La Calera             | 2 - 10    | Boston College     | Cancha El Blanquillo               | 16 de octubre | 14:00    |
| Santiago Morning            | 1 - 2     | Palestino          | Municipal de Peñalolén             | 16 de octubre | 16:00    |
| Libre: Universidad de Chile |           |                    |                                    |               |          |

| Fecha 15               | Fecha 15  | Fecha 15             | Fecha 15                           | Fecha 15      | Fecha 15 |
| Local                  | Resultado | Visita               | Estadio                            | Fecha         | Hora     |
| ---------------------- | --------- | -------------------- | ---------------------------------- | ------------- | -------- |
| Palestino              | 3 - 3     | Universidad de Chile | Los Nogales                        | 29 de octubre | 13:00    |
| Everton                | 0 - 3     | Colo-Colo            | Villa Olímpica de Quilpué          | 29 de octubre | 15:00    |
| Universidad Católica   | 3 - 1     | Deportes La Serena   | San Carlos de Apoquindo (cancha 2) | 30 de octubre | 12:00    |
| Boston College         | 2 - 3     | Santiago Wanderers   | Complejo Good Year                 | 30 de octubre | 13:00    |
| Santiago Morning       | 0 - 3     | Audax Italiano       | Municipal de Peñalolén             | 30 de octubre | 16:00    |
| Libre: Unión La Calera |           |                      |                                    |               |          |

| Fecha 16             | Fecha 16  | Fecha 16           | Fecha 16                           | Fecha 16       | Fecha 16 |
| Local                | Resultado | Visita             | Estadio                            | Fecha          | Hora     |
| -------------------- | --------- | ------------------ | ---------------------------------- | -------------- | -------- |
| Audax Italiano       | 1 - 1     | Boston College     | Bicentenario de La Florida         | 1 de noviembre | 12:00    |
| Universidad de Chile | 5 - 0     | Santiago Wanderers | Centro Deportivo Azul              | 1 de noviembre | 13:00    |
| Deportes La Serena   | 5 - 0     | Everton            | Pueblo de Lambert                  | 1 de noviembre | 13:00    |
| Unión La Calera      | 0 - 3     | Palestino          | Cancha La Hacienda                 | 1 de noviembre | 13:00    |
| Universidad Católica | 2 - 4     | Santiago Morning   | San Carlos de Apoquindo (cancha 2) | 1 de noviembre | 17:30    |
| Libre: Colo-Colo     |           |                    |                                    |                |          |

| Fecha 17                    | Fecha 17  | Fecha 17             | Fecha 17               | Fecha 17       | Fecha 17 |
| Local                       | Resultado | Visita               | Estadio                | Fecha          | Hora     |
| --------------------------- | --------- | -------------------- | ---------------------- | -------------- | -------- |
| Santiago Wanderers          | 1 - 7     | Colo-Colo            | Cancha UVM             | 5 de noviembre | 17:00    |
| Palestino                   | 5 - 3     | Deportes La Serena   | Los Nogales            | 6 de noviembre | 12:00    |
| Everton                     | 2 - 1     | Audax Italiano       | Cancha UVM             | 6 de noviembre | 13:00    |
| Boston College              | 3 - 7     | Universidad de Chile | Complejo Good Year     | 6 de noviembre | 13:00    |
| Santiago Morning            | 26 - 1    | Unión La Calera      | Municipal de Peñalolén | 6 de noviembre | 15:30    |
| Libre: Universidad Católica |           |                      |                        |                |          |

| Fecha 18                  | Fecha 18  | Fecha 18             | Fecha 18              | Fecha 18        | Fecha 18 |
| Local                     | Resultado | Visita               | Estadio               | Fecha           | Hora     |
| ------------------------- | --------- | -------------------- | --------------------- | --------------- | -------- |
| Universidad de Chile      | 13 - 0    | Everton              | Centro Deportivo Azul | 12 de noviembre | 17:30    |
| Deportes La Serena        | 0 - 7     | Santiago Morning     | Complejo Los Llanos   | 13 de noviembre | 11:00    |
| Audax Italiano            | 0 - 2     | Palestino            | Ciudad de Campeones   | 13 de noviembre | 11:30    |
| Colo-Colo                 | 7 - 0     | Boston College       | Monumental (cancha 2) | 13 de noviembre | 13:30    |
| Unión La Calera           | 0 - 8     | Universidad Católica | Cancha La Hacienda    | 13 de noviembre | 15:00    |
| Libre: Santiago Wanderers |           |                      |                       |                 |          |

| Fecha 19                | Fecha 19  | Fecha 19             | Fecha 19                   | Fecha 19        | Fecha 19 |
| Local                   | Resultado | Visita               | Estadio                    | Fecha           | Hora     |
| ----------------------- | --------- | -------------------- | -------------------------- | --------------- | -------- |
| Boston College          | 3 - 0     | Deportes La Serena   | Complejo Quilín (cancha 3) | 19 de noviembre | 12:00    |
| Santiago Wanderers      | 4 - 1     | Audax Italiano       | Cancha UVM                 | 20 de noviembre | 13:00    |
| Everton                 | 4 - 0     | Unión La Calera      | Cancha UVM                 | 20 de noviembre | 17:00    |
| Colo-Colo               | 7 - 0     | Universidad de Chile | Monumental (cancha 2)      | 20 de noviembre | 17:30    |
| Palestino               | 4 - 0     | Universidad Católica | Los Nogales                | 20 de noviembre | 19:00    |
| Libre: Santiago Morning |           |                      |                            |                 |          |

| Fecha 20              | Fecha 20  | Fecha 20             | Fecha 20              | Fecha 20        | Fecha 20 |
| Local                 | Resultado | Visita               | Estadio               | Fecha           | Hora     |
| --------------------- | --------- | -------------------- | --------------------- | --------------- | -------- |
| Universidad de Chile  | 5 - 4     | Santiago Morning     | Centro Deportivo Azul | 26 de noviembre | 18:00    |
| Colo-Colo             | 8 - 0     | Palestino            | Monumental (cancha 4) | 26 de noviembre | 18:15    |
| Audax Italiano        | 2 - 1     | Universidad Católica | Ciudad de Campeones   | 27 de noviembre | 11:30    |
| Santiago Wanderers    | 9 - 0     | Everton              | Cancha UVM            | 27 de noviembre | 12:40    |
| Deportes La Serena    | 2 - 1     | Unión La Calera      | Complejo Los Llanos   | 27 de noviembre | 14:00    |
| Libre: Boston College |           |                      |                       |                 |          |

| Fecha 21                  | Fecha 21  | Fecha 21             | Fecha 21                           | Fecha 21       | Fecha 21 |
| Local                     | Resultado | Visita               | Estadio                            | Fecha          | Hora     |
| ------------------------- | --------- | -------------------- | ---------------------------------- | -------------- | -------- |
| Universidad Católica      | 3 - 3     | Universidad de Chile | San Carlos de Apoquindo (cancha 2) | 3 de diciembre | 18:00    |
| Everton                   | 0 - 5     | Boston College       | Cancha UVM                         | 4 de diciembre | 13:00    |
| Palestino                 | 6 - 2     | Santiago Wanderers   | Los Nogales                        | 4 de diciembre | 14:00    |
| Unión La Calera           | 0 - 4     | Audax Italiano       | Cancha La Hacienda                 | 4 de diciembre | 15:00    |
| Santiago Morning          | 1 - 2     | Colo-Colo            | Municipal de Peñalolén             | 4 de diciembre | 18:00    |
| Libre: Deportes La Serena |           |                      |                                    |                |          |

| Fecha 22             | Fecha 22  | Fecha 22             | Fecha 22                      | Fecha 22       | Fecha 22 |
| Local                | Resultado | Visita               | Estadio                       | Fecha          | Hora     |
| -------------------- | --------- | -------------------- | ----------------------------- | -------------- | -------- |
| Colo-Colo            | 7 - 1     | Universidad Católica | Monumental (cancha sintética) | 9 de noviembre | 20:30    |
| Boston College       | 1 - 5     | Palestino            | Las Rejas                     | 8 de diciembre | 12:15    |
| Universidad de Chile | 3 - 0     | Unión La Calera      | Centro Deportivo Azul         | 8 de diciembre | 13:00    |
| Santiago Wanderers   | 1 - 3     | Santiago Morning     | Cancha UVM                    |                |          |
| Audax Italiano       | 4 - 1     | Deportes La Serena   | Ciudad de Campeones           |                |          |
| Libre: Everton       |           |                      |                               |                |          |

### Zona Sur
| Primera Rueda |
| ------------- |

| Deportes Ñielol       |  | Rangers                   |  | 30 de julio |
| Deportes Puerto Montt |  | Deportes Temuco           |  |             |
| Puerto Varas          |  | Cobresal                  |  |             |
| Universidad Austral   |  | Curicó Unido              |  |             |
| Naval de Talcahuano   |  | Universidad de Concepción |  |             |

| Deportes Puerto Montt     |  | Puerto Varas        |  | 6 de agosto |
| Rangers                   |  | Universidad Austral |  |             |
| Universidad de Concepción |  | Deportes Ñielol     |  |             |
| Deportes Temuco           |  | Naval de Talcahuano |  |             |
| Curicó Unido              |  | Cobresal            |  |             |

| Naval de Talcahuano |  | Deportes Puerto Montt     |  | 13 de agosto |
| Cobresal            |  | Rangers                   |  |              |
| Universidad Austral |  | Universidad de Concepción |  |              |
| Deportes Ñielol     |  | Deportes Temuco           |  |              |
| Puerto Varas        |  | Curicó Unido              |  |              |

| Rangers                   |  | Curicó Unido        |  | 20 de agosto |
| Universidad de Concepción |  | Cobresal            |  |              |
| Deportes Temuco           |  | Universidad Austral |  |              |
| Deportes Puerto Montt     |  | Deportes Ñielol     |  |              |
| Naval de Talcahuano       |  | Puerto Varas        |  |              |

| Puerto Varas        |  | Rangers                   |  | 27 de agosto |
| Curicó Unido        |  | Universidad de Concepción |  |              |
| Cobresal            |  | Deportes Temuco           |  |              |
| Universidad Austral |  | Deportes Puerto Montt     |  |              |
| Deportes Ñielol     |  | Naval de Talcahuano       |  |              |

| Deportes Ñielol           |  | Puerto Varas        |  | 3 de septiembre |
| Deportes Temuco           |  | Curicó Unido        |  |                 |
| Deportes Puerto Montt     |  | Cobresal            |  |                 |
| Naval de Talcahuano       |  | Universidad Austral |  |                 |
| Universidad de Concepción |  | Rangers             |  |                 |

| Universidad Austral |  | Deportes Ñielol           |  | 10 de septiembre |
| Rangers             |  | Deportes Temuco           |  |                  |
| Curicó Unido        |  | Deportes Puerto Montt     |  |                  |
| Cobresal            |  | Naval de Talcahuano       |  |                  |
| Puerto Varas        |  | Universidad de Concepción |  |                  |

| Universidad Austral   |  | Puerto Varas              |  | 24 de septiembre |
| Naval de Talcahuano   |  | Curicó Unido              |  |                  |
| Deportes Puerto Montt |  | Rangers                   |  |                  |
| Deportes Temuco       |  | Universidad de Concepción |  |                  |
| Deportes Ñielol       |  | Cobresal                  |  |                  |

| Cobresal                  |  | Universidad Austral   |  | 1 de octubre |
| Rangers                   |  | Naval de Talcahuano   |  |              |
| Universidad de Concepción |  | Deportes Puerto Montt |  |              |
| Puerto Varas              |  | Deportes Temuco       |  |              |
| Curicó Unido              |  | Deportes Ñielol       |  |              |

| Segunda Rueda |
| ------------- |

| Rangers                   |  | Deportes Ñielol       |  |              |
| Deportes Temuco           |  | Deportes Puerto Montt |  |              |
| Cobresal                  |  | Puerto Varas          |  |              |
| Curicó Unido              |  | Universidad Austral   |  | 9 de octubre |
| Universidad de Concepción |  | Naval de Talcahuano   |  |              |

| Puerto Varas        |  | Deportes Puerto Montt     |  | 15 de octubre |
| Universidad Austral |  | Rangers                   |  |               |
| Deportes Ñielol     |  | Universidad de Concepción |  |               |
| Naval de Talcahuano |  | Deportes Temuco           |  |               |
| Cobresal            |  | Curicó Unido              |  |               |

| Deportes Puerto Montt     |  | Naval de Talcahuano |  | 29 de octubre |
| Rangers                   |  | Cobresal            |  |               |
| Universidad de Concepción |  | Universidad Austral |  |               |
| Deportes Temuco           |  | Deportes Ñielol     |  |               |
| Curicó Unido              |  | Puerto Varas        |  |               |

| Curicó Unido        |  | Rangers                   |  | 1 de noviembre |
| Cobresal            |  | Universidad de Concepción |  |                |
| Universidad Austral |  | Deportes Temuco           |  |                |
| Deportes Ñielol     |  | Deportes Puerto Montt     |  | 31 de octubre  |
| Puerto Varas        |  | Naval de Talcahuano       |  |                |

| Rangers                   |  | Puerto Varas        |  | 5 de noviembre |
| Universidad de Concepción |  | Curicó Unido        |  |                |
| Deportes Temuco           |  | Cobresal            |  |                |
| Deportes Puerto Montt     |  | Universidad Austral |  |                |
| Naval de Talcahuano       |  | Deportes Ñielol     |  |                |

| Puerto Varas        |  | Deportes Ñielol           |  | 12 de noviembre |
| Curicó Unido        |  | Deportes Temuco           |  |                 |
| Cobresal            |  | Deportes Puerto Montt     |  |                 |
| Universidad Austral |  | Naval de Talcahuano       |  |                 |
| Rangers             |  | Universidad de Concepción |  |                 |

| Deportes Ñielol           |  | Universidad Austral |  | 19 de noviembre |
| Deportes Temuco           |  | Rangers             |  |                 |
| Deportes Puerto Montt     |  | Curicó Unido        |  |                 |
| Naval de Talcahuano       |  | Cobresal            |  |                 |
| Universidad de Concepción |  | Puerto Varas        |  |                 |

| Puerto Varas              |  | Universidad Austral   |  | 26 de noviembre |
| Curicó Unido              |  | Naval de Talcahuano   |  |                 |
| Rangers                   |  | Deportes Puerto Montt |  |                 |
| Universidad de Concepción |  | Deportes Temuco       |  |                 |
| Cobresal                  |  | Deportes Ñielol       |  |                 |

| Universidad Austral   |  | Cobresal                  |  |  |
| Naval de Talcahuano   |  | Rangers                   |  |  |
| Deportes Puerto Montt |  | Universidad de Concepción |  |  |
| Deportes Temuco       |  | Puerto Varas              |  |  |
| Deportes Ñielol       |  | Curicó Unido              |  |  |

## Fase Final
|  | Cuartos de final      | Cuartos de final |                  |                      | Semifinales | Semifinales |  |           | Final | Final |  |
|  |                       |                  |                  |                      |             |             |  |           |       |       |  |
|  |                       |                  |                  |                      |             |             |  |           |       |       |  |
|  | Colo-Colo             | 11               |                  |                      |             |             |  |           |       |       |  |
|  | Colo-Colo             | 11               |                  |                      |             |             |  |           |       |       |  |
|  | Universidad Austral   | 0                |                  |                      |             |             |  |           |       |       |  |
|  | Universidad Austral   | 0                |                  | Colo-Colo            | 3           |             |  |           |       |       |  |
|  |                       |                  |                  | Colo-Colo            | 3           |             |  |           |       |       |  |
|  |                       |                  | Palestino        | 0                    |             |             |  |           |       |       |  |
|  | Palestino             | 5                | Palestino        | 0                    |             |             |  |           |       |       |  |
|  | Palestino             | 5                |                  |                      |             |             |  |           |       |       |  |
|  | Rangers               | 0                |                  |                      |             |             |  |           |       |       |  |
|  | Rangers               | 0                |                  |                      |             |             |  | Colo-Colo | 4     |       |  |
|  |                       |                  |                  |                      |             |             |  | Colo-Colo | 4     |       |  |
|  |                       |                  | Santiago Morning | 0                    |             |             |  |           |       |       |  |
|  | Deportes Puerto Montt | 0                | Santiago Morning | 0                    |             |             |  |           |       |       |  |
|  | Deportes Puerto Montt | 0                |                  |                      |             |             |  |           |       |       |  |
|  | Universidad de Chile  | 5                |                  |                      |             |             |  |           |       |       |  |
|  | Universidad de Chile  | 5                |                  | Universidad de Chile | 1           |             |  |           |       |       |  |
|  |                       |                  |                  | Universidad de Chile | 1           |             |  |           |       |       |  |
|  |                       |                  | Santiago Morning | 2                    |             |             |  |           |       |       |  |
|  | Deportes Temuco       | 1                | Santiago Morning | 2                    |             |             |  |           |       |       |  |
|  | Deportes Temuco       | 1                |                  |                      |             |             |  |           |       |       |  |
|  | Santiago Morning      | 3                |                  |                      |             |             |  |           |       |       |  |
|  | Santiago Morning      | 3                |                  |                      |             |             |  |           |       |       |  |
|  |                       |                  |                  |                      |             |             |  |           |       |       |  |

## Campeón
|             |
| Campeón     |
| Colo-Colo   |
| 11.º título |
|             |